# ラウル・ラミレス
ラウル・ラミレス（Raúl Ramírez, 1953年6月20日 - ）は、メキシコ・バハ・カリフォルニア州エンセナーダ出身の元男子プロテニス選手。フルネームは Raúl Carlos Ramírez Lozano （ラウル・カルロス・ラミレス・ロサーノ）という。1970年代にメキシコを代表する選手として活動し、ATPツアーでシングルス19勝、ダブルス60勝を挙げた実力者である。ダブルスではアメリカのブライアン・ゴットフリートとペアを組んで39個のタイトルを獲得し、4大大会の男子ダブルスでも全仏オープンで1975年と1977年、ウィンブルドンで1976年に優勝した。シングルス自己最高ランキングは4位。身長182cm、体重79kg、右利き。

## 来歴
ラミレスは少年時代、当地最大の男子テニス選手であるラファエル・オスナの指導を受けたが、オスナが1969年6月に飛行機事故で死去した。ラミレスはアメリカ合衆国・南カリフォルニア大学で研鑽を積み、そこでブライアン・ゴットフリートと一緒に練習した。オスナの死去から2年後、1971年にラミレスはプロテニス界にデビューする。この年の全米オープンで4大大会に初出場したラミレスは、1回戦でスタン・スミスに敗れた。1973年のウィンブルドンで、ラミレスはジャネット・ニューベリー（アメリカ）と混合ダブルスのペアを組み、オーウェン・デビッドソン＆ビリー・ジーン・キング夫人（ともにアメリカ）組との決勝まで勝ち進んだ。ウィンブルドン混合ダブルス準優勝の直後、7月にオーストリア・キッツビュール大会で単複優勝を飾り、ここからラミレスの優勝記録が始まる。
1974年から1978年まで、ラミレスは全仏オープンで5年連続のベスト8に入った。彼のダブルスは、最初はイギリスのクリストファー・モットラム（“バスター・モットラム”の愛称で知られる）などと組むことが多かったが、1974年5月から大半のトーナメントをブライアン・ゴットフリートと組むようになった。1975年、ラミレスとゴットフリートはダブルスで年間「12勝」を記録する。この年から1977年まで、ラミレスとゴットフリートは全仏オープンの男子ダブルスに3年連続決勝進出を果たす。1975年の全仏男子ダブルス決勝で、2人はオーストラリアペアのフィル・デント＆ジョン・アレクサンダー組を 6-4, 2-6, 6-2, 6-4 で破り、4大大会初優勝を飾った。
ラウル・ラミレスは1975年、1度「ジャパン・オープン」で来日したことがあり、この大会で単複優勝を飾った。シングルス決勝では、準々決勝でジョン・ニューカム、準決勝でケン・ローズウォールを破って勝ち進み、決勝では当年度の全米オープン優勝者マニュエル・オランテスを 6-4, 7-5, 6-3 で破って優勝した。ゴットフリートとのダブルスでも、決勝でオランテスとフアン・ヒスベルト組に 7-6, 6-4 で勝ち、単複ともオランテスを破っている。このタイトルは、2人が最盛期の1975年にダブルスで獲得した年間「12勝」のひとつである。
ラミレスのテニス経歴のハイライトは、1976年の全仏オープンとウィンブルドンで訪れた。この2大会連続で、ラミレスはメキシコの男子テニス選手として史上初のシングルス準決勝に進み、ゴットフリートとのダブルスで決勝に進出した。全仏オープンのシングルス準決勝では、ラミレスはハロルド・ソロモン（アメリカ）に 7-6, 0-6, 6-4, 4-6, 4-6 のフルセットで敗れ、ダブルス決勝でもシャーウッド・スチュワート＆フレッド・マクネアー（ともにアメリカ）組に敗れて2連覇を逃した。続くウィンブルドンでは、シングルス準決勝ではイリ・ナスターゼに 2-6, 7-9, 3-6 で敗れたが、ダブルス決勝でロス・ケース＆ジェフ・マスターズ（ともにオーストラリア）組を 3-6, 6-3, 8-6, 2-6, 7-5 の熱戦の末に破り、4大大会ダブルス2勝目を達成した。この年、ラミレスはシングルスで自己最高の年間4勝を記録する。
1977年の全仏オープンで、ラウル・ラミレスは2年連続のシングルス準決勝に進出する。準々決勝では前年優勝者のアドリアーノ・パナッタに 7-6, 6-3, 7-5 で快勝し、このイタリア人選手の大会連覇を阻止したが、2年連続の準決勝ではギリェルモ・ビラスに 2-6, 0-6, 3-6 で完敗した。ゴットフリートと組んだ男子ダブルスでは、決勝でヤン・コデシュ（チェコスロバキア）＆ヴォイチェフ・フィバク（ポーランド）組を 7-6, 4-6, 6-3, 6-4 で破り、2年ぶり2度目の優勝を飾った。1978年は全仏オープン・ウィンブルドン・全米オープンで3大会連続のシングルス準々決勝進出がある。1963年の全米選手権優勝者になった先輩選手のラファエル・オスナは、全仏選手権は1964年の4回戦、ウィンブルドン選手権は3度のベスト8が自己最高成績であったため、ラミレスはこの2大会でオスナを上回る成績を出したが、あと一歩で決勝戦に手が届かなかった。
1979年に入ると、ラミレスのシングルス成績は下降し始める。ゴットフリートとのダブルスでは、1979年ウィンブルドンと1980年全仏オープンで準優勝があった。キャリアを通じて、精力的に多数の試合をこなしたラウル・ラミレスは、現役引退する1983年までシングルス・ダブルスとも優勝記録を残したが、1983年ウィンブルドンでカシオ・モッタ（ブラジル）との1回戦を 6-7, 1-6, 6-2, 2-3 で途中棄権した試合を最後に、30歳で現役を引退した。